# Илирийска война
Илирийската война от 35 до 33 пр.н.е. се провежда в Илирия на Адриатическо море (днешните Хърватско, Босна и Монтенегро) от бъдещия император Август, неговата първа далмато-илирийска кампания.
Октавиан побеждава с 3 – 4 легиона илирите. Като император Август той създава през 8 пр.н.е. римската провинция Далмация.